# The Three Sisters (Torres Strait)
The Three Sisters (deutsch: Die drei Schwestern) bezeichnen eine kleine Inselgruppe im Osten der australischen Torres-Strait-Inseln.
Die Inseln liegen etwa 100 km nordöstlich von Thursday Island, der Hauptinsel in der Torres Strait.
Einzig Sue Island (Warraber), die mittlere der „Schwestern“, ist bewohnt. Sie verfügt über eine knapp 1.000 Meter lange Start- und Landebahn für Kleinflugzeuge.

## Tabelle der Inseln
Zur Inselgruppe gehören:
| Insel         | Alias    | Lage      | Fläche km² | Einwohner | Geokoordinaten        |
| ------------- | -------- | --------- | ---------- | --------- | --------------------- |
| Bet Island 1) | Burrar   | Norden    | 0,26       | unbewohnt | 10° 09′ S, 142° 49′ O |
| Sue Island    | Warraber | Mitte     | 0,80       | 247       | 10° 12′ S, 142° 50′ O |
| Poll Island   | Guijar   | Süden     | 0,11       | unbewohnt | 10° 15′ S, 142° 50′ O |
| Vin Islet 1)  |          | Nordosten | 0,01       | unbewohnt | 10° 09′ S, 142° 55′ O |

1)  Bet Island und Vin Islet liegen auf der gleichen, 28,7 km² großen Riffplattfrom Bet Islet Reef im Westen bzw. Osten, rund 11 km voneinander entfernt.
Verwaltungstechnisch zählen die Inseln zu den Central Islands, einer Inselregion im Verwaltungsbezirk Torres Shire von Queensland.